# محمد سهیمی
محمد سهیمی (انگلیسی: Mohammad Sahimi؛ زاده) یک بازیکن فوتبال اهل ایران است.